# Brandon Johnston
Brandon Johnston ist ein US-amerikanischer Schauspieler und Synchronsprecher.

## Leben
Der Schauspieler Mitch Johnston ist sein Zwillingsbruder. Johnston studierte an der Northwestern University die Fächer Theater und Musical. Anschließend nahm er Unterricht in Schauspiel und Synchronisation in Los Angeles. Er debütierte 2015 in den Kurzfilmen Petey and the Boyz und Welcome to Willowsbrook. 2016 übernahm er eine Episodenrolle in der Fernsehserie Das Leben und Riley. 2017 folgte mit Latch ein weiterer Kurzfilm. Eine größere Rolle übernahm Johnston in dem Low-Budget-Film Alien Siege – Angriffsziel Erde. Im Folgejahr war er in dem Spielfilm 7 Days to Vegas und einer Episode der Fernsehserie Atlanta Medical zu sehen.

## Filmografie
- 2015: Petey and the Boyz (Kurzfilm)
- 2015: Welcome to Willowsbrook (Kurzfilm)
- 2016: Das Leben und Riley (Girl Meets World) (Fernsehserie, Episode 3x02)
- 2017: Latch (Kurzfilm)
- 2018: Alien Siege – Angriffsziel Erde (Alien Siege)
- 2019: 7 Days to Vegas
- 2019: Atlanta Medical (The Resident) (Fernsehserie, Episode 3x02)